# Semestene
Semestene (en sard, Semestene) és un municipi italià, dins de la província de Sàsser. L'any 2007 tenia 227 habitants. Es troba a la regió de Meilogu. Limita amb els municipis de Bonorva, Cossoine, Macomer (NU), Pozzomaggiore i Sindia (NU).

## Administració
| Període | Identitat      | Partit        |
| ------- | -------------- | ------------- |
| 2006-   | Stefano Sotgiu | Llista cívica |

## Personatges il·lustres
- Francesco Maria Muroni (1751-1810): sacerdot de Semestene, seguidor de Giovanni Maria Angioy.
- Giovanni Spanu (1876-1943): poeta en sard logudorès